# Georgenbau

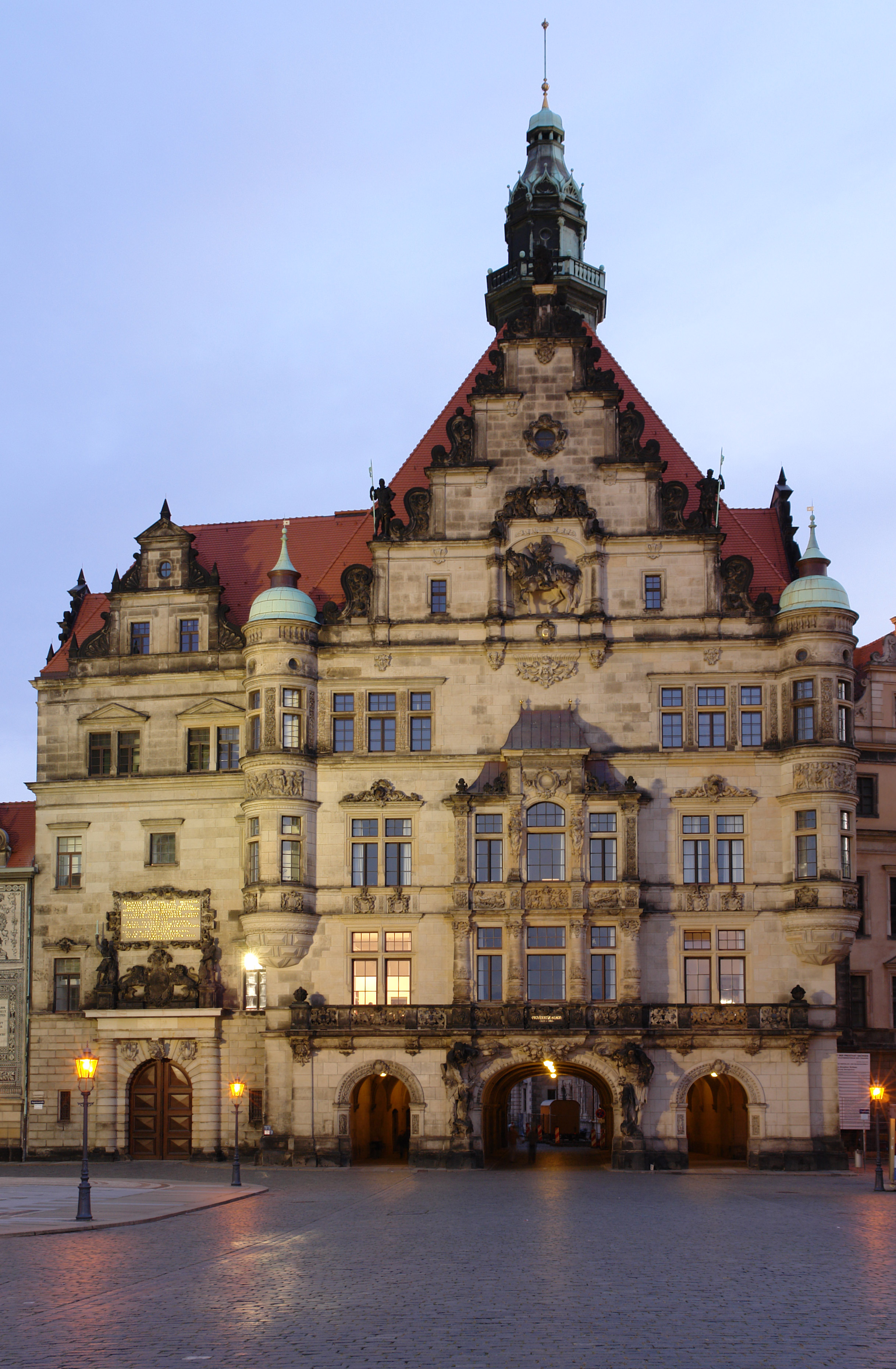
Il Georgenbau (Georgentor) con la facciata neorinascimentale

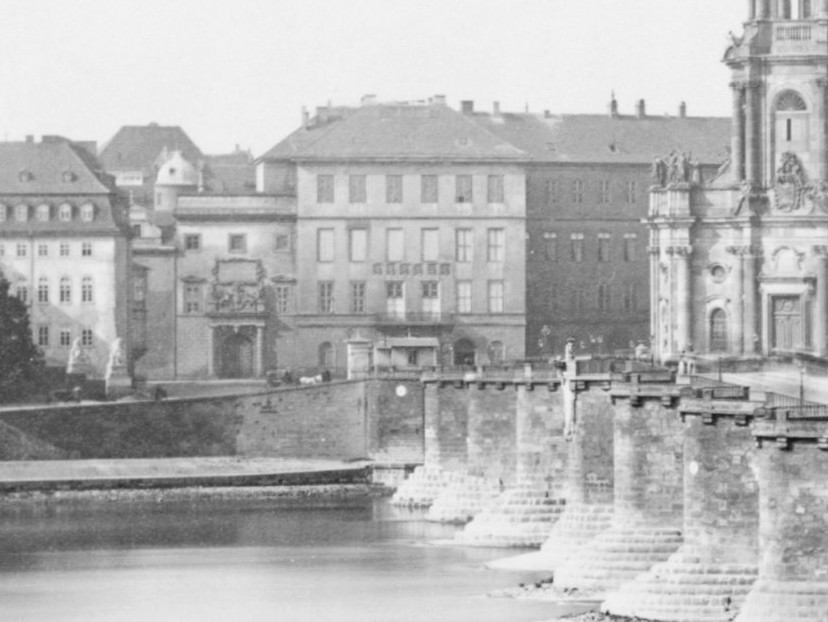
La Georgentor nel 1865

Il Georgenbau (anticamente Georgentor) era l'uscita originale della città di Dresda dal ponte sull'Elba. Si trovava nel centro storico, sulla piazza del Castello, tra il Castello e lo  Stallhof. Questo primo edificio rinascimentale di Dresda fu iniziato da Giorgio il Barbuto, che fece ricostruire l'antica porta della città, sull'allora Dresdner Elbbrücke (ponte sull'Elba), dal 1530 al 1535. Nel 2019 l'edificio si distingue per la sua facciata in stile monumentale neorinascimentale.

## Storia

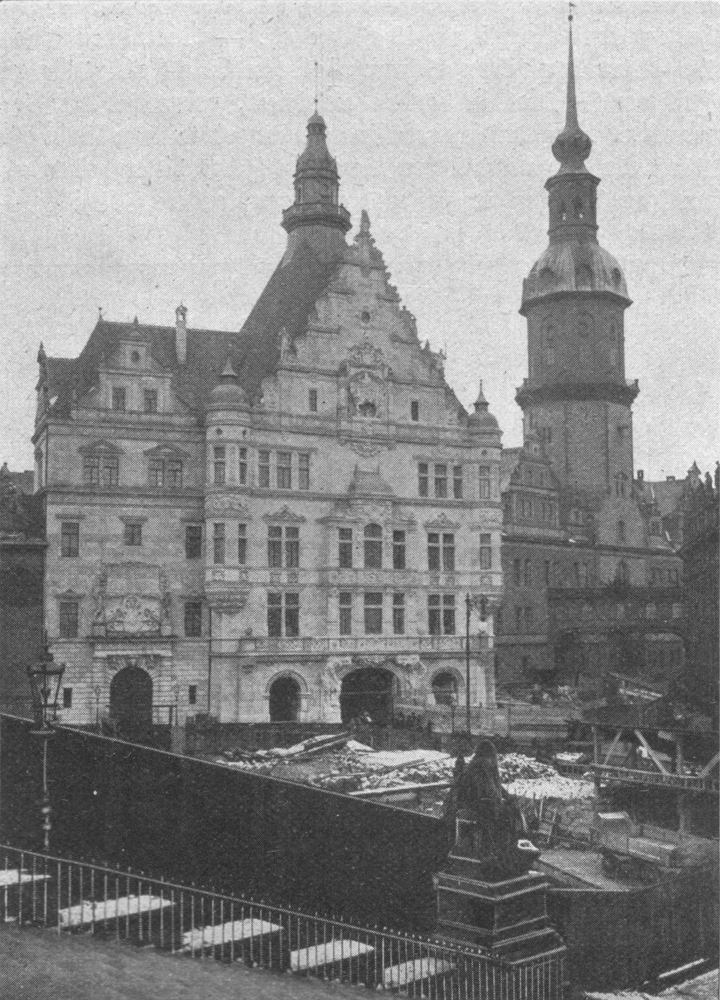
La Georgentor nel 1902

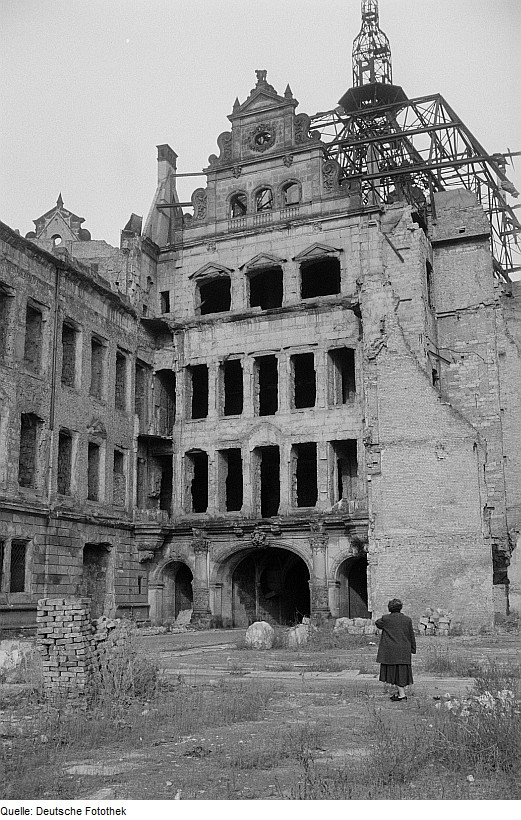
La Georgentor nel 1954

L'uscita dalla città vecchia verso il ponte sull'Elba, la Torre della fortezza cittadina, fu costruita dal 1530 al 1535 dall'architetto Bastian Kramer sotto l'amministrazione edilizia di Hans von Dehn-Rothfelser con il nome di Georgentor. Fu il primo edificio rinascimentale di Dresda, ancora prima della costruzione del Castello, ma con echi dell'architettura lombarda.
La facciata dell'edificio era ornata con motivi religiosi, mostrando sia figure (la rappresentazione di "vita e morte") sia il motto:
"Per Invidiam Diaboli Mors Intravit In Orbem“ (Per invidia del diavolo la morte è venuta nel mondo). Questo esprime la grande pietà del duca Giorgio il Barbuto.
La scena della danza della morte della facciata dell'edificio, ora si trova nella Dreikönigskirche. Il motto è posto sopra l'arco "della vecchia Georgentor" (ora situato sul lato ovest dell'edificio).
Intorno alla metà del XVI secolo, la Georgentor fu murata e il traffico non passava più per la Schloßstraße, che iniziava dalla Georgentor, ma attraverso l'Elbtor che affacciava sulla Augustusstraße e il Neumarkt (piazza del Mercato). Durante questo periodo (1556), l'Elettore Augusto I di Sassonia trasferì la sua zecca di Friburgo nelle immediate vicinanze del castello della sua residenza vicino alla Georgentor. Il suo obiettivo era quello di mantenere attiva soltanto la zecca di Dresda.
Dopo l'incendio del Castello, nel 1701, gli appartamenti dell'Elettore vennero costruiti nel Georgenbau tra il 1718 e il 1719 dal francese Raymond Leplat, che aveva progettato anche l'arredamento barocco del castello di Moritzburg. Pertanto, in quel tempo, ospitava gli appartamenti reali di Augusto il Forte. Fino al 1730 il restauro completo fu eseguito da Johann Georg Maximilian von Fürstenhoff, figlio illegittimo di Giovanni Giorgio III di Sassonia.
Dopo un ampliamento, intorno al 1833, venne costruita la piccola sala da ballo tra il 1866 e il 1868.
Dal 1901, nel contesto del rinnovamento del castello, la facciata fu ristrutturata nello stile  neorinascimentale da Gustav Dunger e Gustav Frölich. Il portale ad arco sul lato dell'Elba (ex portale nord) venne spostato sul lato ovest verso la  Hofkirche.
L'ultimo re sassone Federico Augusto III abitò al Georgenbau fino al 1918.
Dopo la distruzione da parte delle incursioni aeree su Dresda, nel febbraio del 1945, l'edificio fu ricostruito a metà degli anni '60.
Ancora oggi, il Durchverkehrung è chiuso al traffico e a causa della posizione nelle immediate vicinanze del Castello e sull'asse Prager Straße - ponte Augustus - strada principale - Albertplatz, ci sono ancora flussi pedonali significativi attraverso il cancello.

## Musei
Nel Georgenbau sono ospitati i seguenti musei: 
- Münzkabinett – museo numismatico e delle medaglie
- Museo delle conoscenze intorno al 1600 –  una mostra permanente di opere d'arte dell'ex Kunstkammer

oltre alla sala d'argento delle armi e alla piccola sala da ballo.